# 風をあつめて (テレビドラマ)
『特集ドラマ 風をあつめて』（かぜをあつめて）は、NHK総合テレビで2011年2月11日の8:20 - 9:20（JST）に放送されたテレビドラマの特別番組。主演は安田顕。

## 概要
原作は浦上誠『私たち夫婦の普通の家庭』（1996年度のNHK障害者福祉賞を受賞した手記を原作とした）である。
身体障害者を取り上げた作品であるため、デジタル・アナログとも解説放送があった（デジタルはステレオ2。同時放送を行った海外向けNHKワールド・プレミアムでは解説放送なしのモノラル音声）。
同年10月10日に、第66回文化庁芸術祭参加作品として総合テレビで再放送された。芸術祭ではテレビドラマ部門で優秀賞を受賞した。

## キャスト
- 浦上誠 - 安田顕
- 浦上攝 - 中越典子
- 浦上杏子（10歳） - 大森絢音
- 浦上杏菜（6歳） - 遠藤璃菜
- 浦上杏子（2歳） - 平澤宏々路
- 浦上杏子（4歳） - 信太真妃
- 倉橋悦子 - 吉田羊
- 倉橋和樹 - 渡辺隼斗
- 医師 - 佐伯新
- 看護師 - 常石梨乃
- 看護師 - 根本江理子
- 松之下社長 - 上田耕一
- 関根健介 - 平田満

## スタッフ
- 制作統括 - 谷口卓敬
- 脚本 - 荒井修子
- 演出 - 真鍋斎
- 音楽 - 羽岡佳
- 制作・著作 - NHK[3]